# Sample and hold

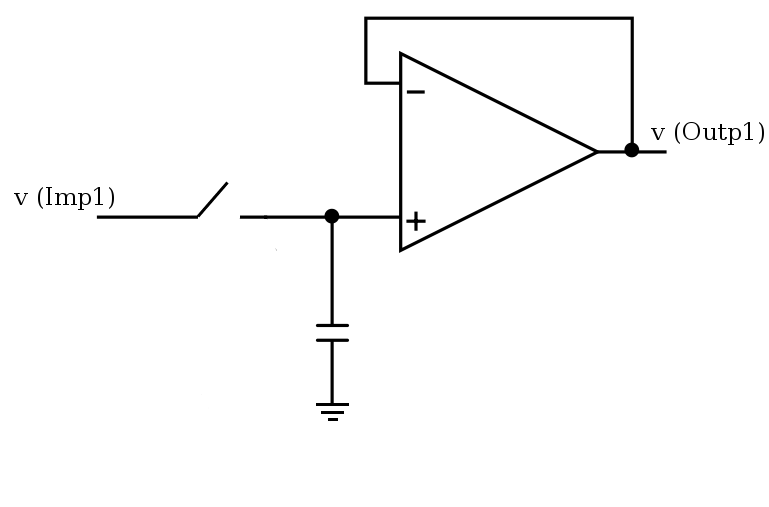
Schema base di un circuito S&H.

In elettronica, il circuito sample and hold (abbreviato S&H) è un campionatore utilizzato come interfaccia tra un segnale analogico che varia velocemente nel tempo e un dispositivo successivo, spesso un convertitore analogico-digitale (ADC, analog to digital converter). L'effetto di questo circuito è di mantenere il valore analogico costante per il tempo necessario al convertitore o ad altri circuiti successivi per compiere delle operazioni sul segnale.
Nella maggior parte dei circuiti si utilizza un condensatore a bassa capacità C per conservare la tensione analogica, più un interruttore (costituito solitamente da un MOSFET, che ha una piccola resistenza di ingresso intrinseca R), il quale connette e disconnette il condensatore all'ingresso analogico. Al source del transistor è collegato un buffer che mantiene l'impedenza di ingresso globale elevata.
La procedura di utilizzo consiste nell'iniettare nel gate del transistor un segnale impulsivo, permettendo così al source del MOSFET di raggiungere (in modo pressoché istantaneo, date le grandezze del partitore RC) la tensione del generatore in ingresso. Nell'istante successivo all'immissione dell'impulso l'interruttore si apre perciò il condensatore non si scarica, "memorizzando" così il segnale di ingresso. Ripetendo tale procedura più volte, si ottiene in uscita una rappresentazione "a scalino" della tensione di ingresso. La frequenza con cui l'interruttore viene aperto o chiuso è la frequenza di campionamento del sistema.

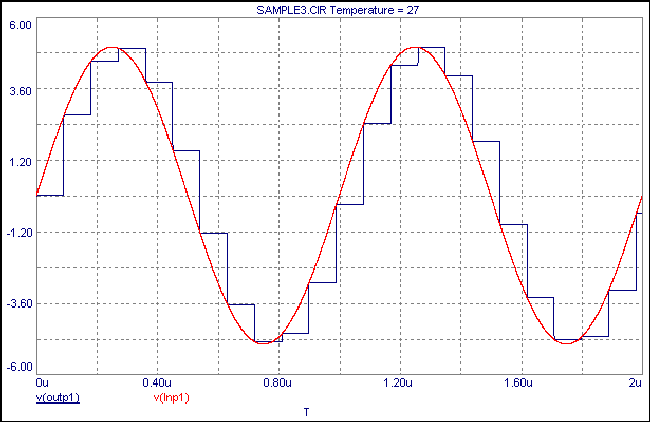
Grafico delle tensioni in un circuito S&H, nell'esempio di un ingresso sinusoidale.

Il motivo della necessità di un simile circuito è evidente: nell'ADC l'input viene comparato con una serie di tensioni prodotte da un convertitore digitale-analogico interno finché le due misure non corrispondono (entro un certo margine di errore). Nel caso l'ADC fosse collegato direttamente al segnale da convertire, senza un circuito S&H che ne mantenga il valore, l'input potrebbe variare durante il processo di comparazione, portando ad una conversione inaccurata o completamente errata.
Spesso i sample and hold sono utilizzati quando vi è la necessità di analizzare più segnali: ciascun ingresso viene acquisito e mantenuto utilizzando un segnale di clock comune a tutti i circuiti, in modo da poter leggere comodamente i valori.
È essenziale che la capacità abbia poche perdite, così da mantenere costante la tensione di ingresso, e che non abbia carico, cioè abbia una grande impedenza di ingresso.